# Bobule (réva)

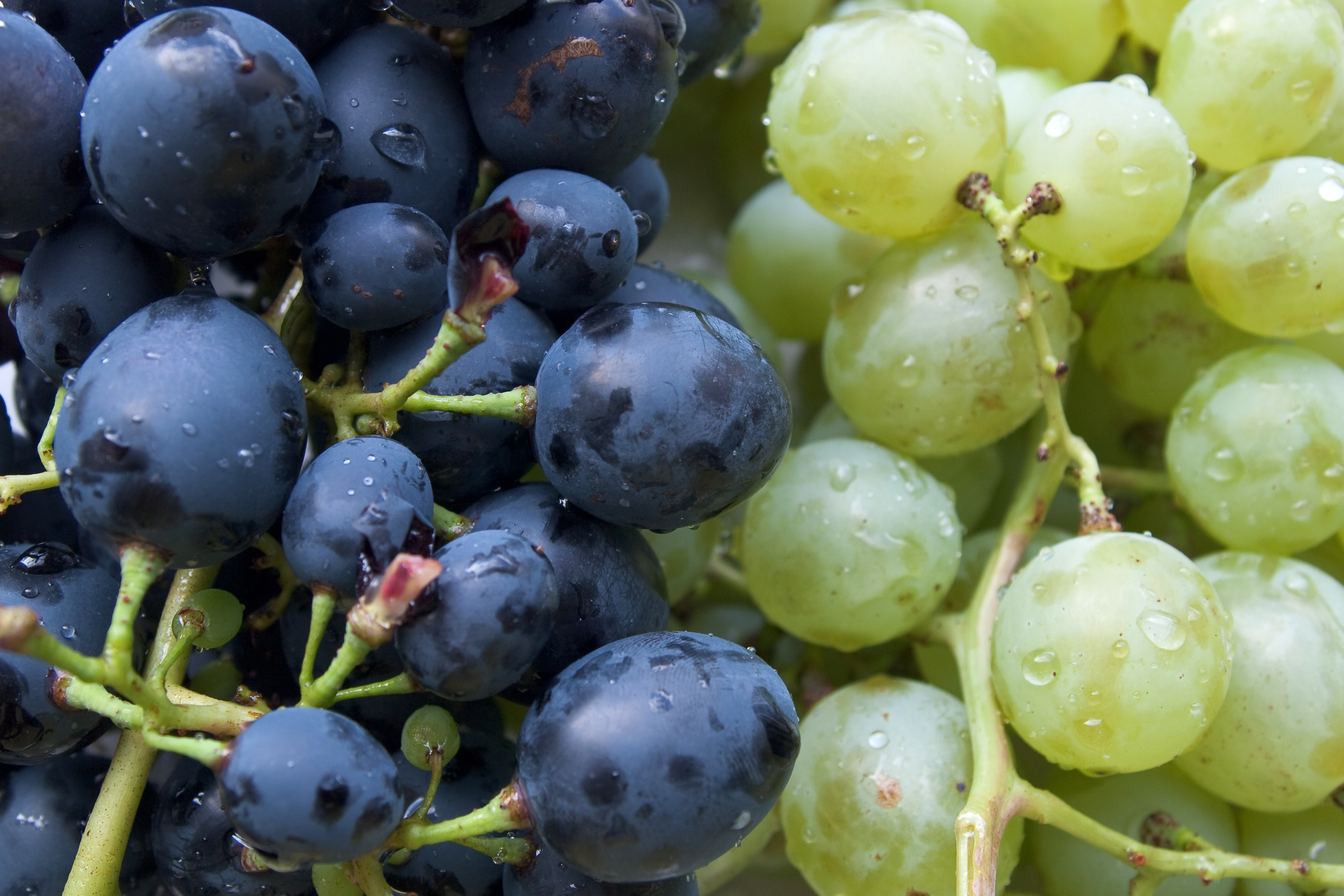
Bobule (réva)

Diagram části hroznu s jednotlivými bobulemi; patrné jsou (1) žilky, (2) semena a (3) dužina. Na povrchu je (4) slupka s (5) periferní žilnatinou

Bobule je ve vinařství označení pro plod révy vinné (Vitis vinifera). Tvoří největší a hospodářsky významnou část hroznů, které představují plodenství révy, někdy se mylně označují „hroznové víno“ - botanicky je však květenstvím (resp. plodenstvím) révy vinné spíše lata, nikoliv hrozen – označení bobule nicméně koresponduje s botanickým druhem plodu, jedná se skutečně o bobule.

## Stavba
Bobule révy jsou, podobně jako bobule jiných rostlin, složeny ze slupky, semen a dužiny prostoupené žilkami. Slupka révy vinné je potažena voskem, který celý plod impregnuje (brání nadměrnému zvlhnutí plodu i jeho vyschnutí). Bobule jsou upevněny na stonku, tzv. třapině.

### Hrozny
Hrozen se skládá ze stopky, třapiny a bobulí. Třapinu tvoří hlavní osa s bočním větvením a stopečkami na kterých jsou bobule. Bobule tvoří 95 – 98 % celkové hmotnosti hroznu. Dle typu a určení se dělí hrozny (stejně jako odrůdy révy vinné) na hrozny stolní a moštové.

## Využití
Bobule většiny druhů jsou jedlé a konzumují se začerstva, příp. se před konzumací suší (hrozinky). Jsou také surovinou pro výrobu alkoholických nápojů, především vína.